# Konferenčno tolmačenje
Konferenčno tolmačenje je ustni prenos sporočila, izrečenega v jeziku, ki ga uporablja govornik – izvirni jezik, v jezik, v katerega tolmači – ciljni jezik, na kongresih, mednarodnih srečanjih in simpozijih, na akademskih in znanstvenih konferencah, seminarjih ter na uradnih obiskih višje ravni, multiliterarnih in bilaterarnih srečanjih. Poteka predvsem na visoki politični, diplomatski ali znanstveni ravni s konferenčnimi tolmači, ki so visoko kvalificirani in usposobljeni posebej za ta poklic. Konferenčno tolmačenje spada glede na namen, naročnike in ciljne uporabnike  skupaj z nekonferenčnim v podzvrsti tolmačenja. Glede na obliko se tolmačenje deli na konsekutivno, simultano in šepetano, v novejši dobi vse bolj pogosto tudi tolmačenje na daljavo, video in teletol tolmačenje. Prvi pojav konferenčnega tolmačenja beležimo leta 1878, ko se je na kongresu v Berlinu britanski minister Benjamin Disraeli odločil, da bo govoril angleško in s tem povzročil upad statusa francoščine kot primata diplomatskega jezika. 

## Izobraževanje v Sloveniji
Izobraževanje konferenčnih tolmačev poteka na Oddelku za prevajalstvo, Filozofske fakultete v Ljubljani, ki deluje od študijskega leta 1997/1998 naprej. Sedaj se tolmačenje poučuje na magistrski stopnji za jezikovne kombinacije: slovenščina-angleščina-nemščina/francoščina/italijanščina, občasno tudi španščina. Dvostopenjski študijski program Prevajanje in tolmačenje za jezikovno kombinacijo: nemščina-angleščina-madžarščina pa poteka na Oddelek za prevodoslovje na Filozofski fakulteti v Mariboru, od študijskega leta 2011/2012. Študij konferenčnega tolmačenja je usmerjen v usposabljanje tolmačev, ki so kompetentni in pripravljeni na delo. Od njih je zahtevano široko splošno znanje, specifične tolmaške kompetence, dobro razvita sposobnost samoučenja in učinkovit pristop k samoučenju. 
Konferenčno tolmačenje je doživelo razmah z nastankom mednarodnih organizacij (npr. OZN, EU, OVSE). Temu pa je botroval tudi slovenski vstop v Evropsko unijo in zvezo NATO, saj je bil potreben še večji trud za mednarodno uveljavitev. Slovenščina je postala eden od uradnih jezikov Unije, pri delu Evropskega parlamenta, Sveta Evropske unije, Evropske komisije in Sodišča Evropske unije pa je tolmačenje v slovenščino in iz nje postalo nepogrešljivo.

## Konzorcij EMCI
Kot odgovor na potrebe trga po visoko usposobljenih konferenčnih tolmačev je leta 1997 nastal EMCI-Evropski magistrski študij konferenčnega tolmačenja. Začrtali so kurikulum za usposabljanje tolmačev na podiplomski ravni in leta 2001 z ustanovitvijo Konzorcija EMCI podpisali Dogovor o konzorciju ter bili tako potrjeni v Evropskem parlamentu. Konzorcij skrbi za tesne stike, tako med člani samimi, kot med generalnima direktoratoma Evropske komisije in Evropskega parlamenta. Združenje tudi lajša nadzor nad poteki študijskih programov in omogoča njihovo spreminjanje, z željo po prilagoditvi potrebam in nenehnim spremembam trga. Leta 2013 je Konzorcij sestavljalo poleg Univerze v Ljubljani še 11 univerzitetnih institucij.

## Potek dela konferenčnega tolmača
Naloga konferenčnega tolmača je predvsem podati natančno in zanesljivo reprodukcijo izvirnega govora. Odstopanja so dovoljena le v kolikor ni ogroženo slušateljevo razumevanje pomena. Dodatne informacije so zaželene kadar so podane z namenom premagovanja nepremostljivih medkulturnih razlik, nikakor pa tolmač ne sme dodajati lastnega mnenja. Konferenčni tolmač govorca ne sme prevajati s premim govorom, npr. »On pravi, da se mu zdi...«. Postaviti se mora v govorčevo vlogo in njegov tok misli neposredno tolmačiti v prvi osebi. Vešč mora biti tako konsekutivnega kot simultanega tolmačenja . Pri prvem tolmač posluša celoten govor, vmes beleži najpomembnejše točke, ko govorec konča, pa poskuša čim bolje podati bistvo povedanega. Nekateri govorci so raje prevajani že po nekaj povedanih stavkih, pri čemer se mora tolmač znajti brez zapiskov, vendar mora biti sposoben soočiti se z govori kakršnekoli dolžine. Učinkovito tolmačenje 5-minutnega govora naj bi v praksi zadoščalo. Pri tem delu ima čas zelo pomembno vlogo; pod nobenim pogojem ne sme biti preveden govor daljši od govorčevega, na splošno naj bi bile tolmačem dane tri četrtine časa prvotnega govora. Pri simultanem tolmačenju pa je bistvo, da sliši začetek govora in tako začne z interpretiranjem povedanega, ki naj bi se končalo skoraj istočasno kot originalni govor. Med samo konferenco govorec uporablja mikrofon, ki je povezan z zvočno izolirano kabino, kjer sedi tolmač in govoru sledi s pomočjo slušalk. Simultana interpretacija tistega tolmača, ki je na vrsti, se tako sliši v slušalkah odposlancev, ki prevajanje potrebujejo. V nekaterih primerih pa mora tolmač sedeti zraven odposlanca in mu sproti šepetati prevajan govor. 'Šepetanje' je lahko namenjeno največ dvema osebama.